# Museo de Historia de Misuri

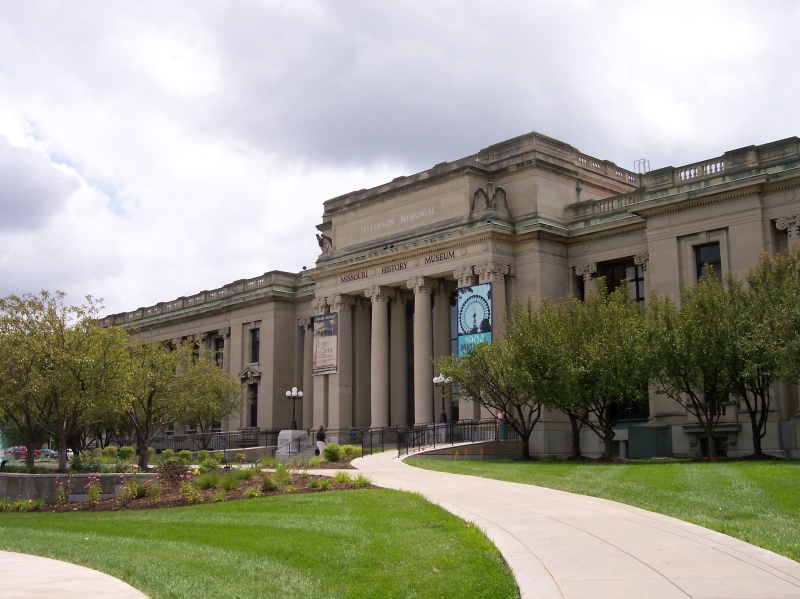
Museo de Historia de Misuri.

El Museo de Historia de Missouri está situado en San Luis, Misuri, en el Forest Park. El museo es dirigido por la Sociedad Histórica de Misuri, fundada en 1866. Su campus incluye el Monumento a Jefferson, construido en 1913 con los beneficios de la Exposición Universal de San Luis de 1904.
En 2000, finalizó la construcción del Centro Emerson, una nueva instalación que hace posible una mayor afluencia de visitantes. La visita a la mayor parte del museo resulta gratuita, pero algunas exposiciones requieren la compra de entrada.

## Exposiciones
- Charles Lindbergh
- Exposición Universal de San Luis
- Benjamin Franklin. En busca de un Mundo mejor. (Temporal)